# Allocotocera
Allocotocera là một chi ruồi thuộc họ Mycetophilidae. Một trong các loài thuộc chi này được tìm thấy ở châu Âu.

## Các loài
- Allocotocera pulchella (Curtis, 1837)